# ホーコン・ウィウム・リー

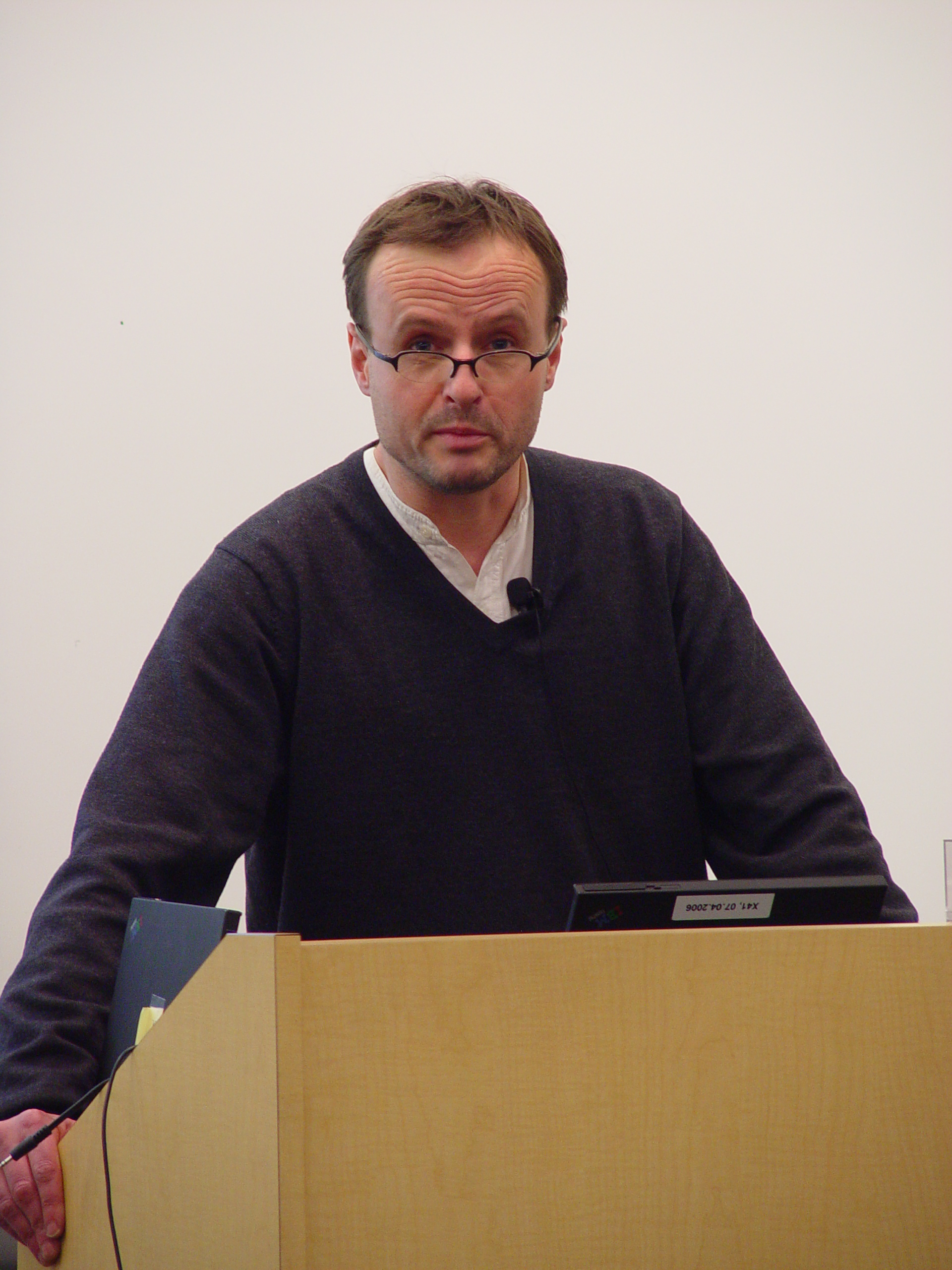
ホーコン・ウィウム・リー（2007年）

ホーコン・ウィウム・リー（Håkon Wium Lie, 1965年 - ）は、オペラ・ソフトウェアの最高技術責任者 (CTO)。ノルウェー・ハルデン生まれ。
1986年にノルウェーの Østfold University College を卒業後、1987年に米 West Georgia College でコンピュータサイエンスの理学士号を取得。1991年にMITメディアラボで視覚研究の修士号を取得。
1991年から4年間 Norwegian Telecom Research にリサーチサイエンティストとして勤務したのち、1994年 WWW 生誕の地である CERN へ移籍。同年、Cascading Style Sheets (CSS) の概念を初めて提唱した。翌1995年からは W3C にも参画。1999年、オペラ・ソフトウェアの CTO に就任。
2005年、ウェブブラウザのレンダリングエンジンが W3C の勧告を適切に準拠しているかを検証する Acid2 テストを提唱した。これはのちにウェブスタンダードプロジェクト (WaSP) が開発・公開することになった。

## 著書
- Håkon Wium Lie, Bert Bos, Cascading Style Sheets: Designing for the Web (3rd Edition), Addison Wesley, 2005, ISBN 0321193121